# Torneio Pentagonal de Guadalajara
O Torneio Pentagonal de Guadalajara foi uma competição de futebol disputado por clubes de vários países na cidade de Guadalajara, no México.
Ao todo, foram realizadas cinco edições do torneio, entre 1959 e 1963, sempre com a participação de equipes brasileiras.
O Palmeiras foi o clube que mais conquistou o torneio, 2 vezes.

## Lista de Campeões[1]
| Ano  | Campeão            |
| ---- | ------------------ |
| 1959 | Palmeiras          |
| 1960 | São Paulo          |
| 1961 | Santos             |
| 1962 | Chivas Guadalajara |
| 1963 | Palmeiras          |